# MaK G 321 B
A MaK G 321 B kéttengelyes dízel-hidraulikus tolatómozdony-sorozat, a MaK G 320 B utódja, amelyet a Maschinenbau Kiel (MaK) gyártott 1981 és 1993 között az iparvasutak számára, összesen 15 példányban.

## Története
A G 321 B típusú mozdonyokat 1981 és 1993 között gyártotta a MaK a moersi üzemében. Az ár alacsonyan tartása érdekében a MaK második generációs mozdonyai közé tartozó MaK G 320 B konstrukcióját vette át. Eredetileg csak a vezetőfülke volt új tervezésű, azonban az 1987 után gyártott egységeken a többi felépítményt is a generáció új formájához igazították. Összesen 15 példány készült ebből a típusból, ebből nyolc a régi és hét az új felépítménnyel.
Egy kivételével a típus összes tagja még a 2020-as években is üzemben volt, főként kikötői vasutakon (Köln, Hamburg, Braunschweig, Rotterdam) és néhány autóipari és vegyipari vállalat üzemi vasútjain.

## Műszaki jellemzők
A Klöckner–Humboldt–Deutz F12L413F típusú motorjai 246 kW (334 PS) teljesítményt adnak le, a legnagyobb megengedett sebesség a kiviteltől függően 22 vagy 36 km/h (14 vagy 22 mph). A tüzelőanyag-tartály kapacitása 1000 liter.

## Üzemeltetők
| MaK G 321 B mozdonyok listája |             |                                             |                                            |                    |
| Gyártási szám                 | Gyártás éve | Első üzemeltető                             | Legutóbbi üzemeltető                       | Megjegyzés         |
| 220105                        | 1981        | Häfen der Stadt Köln „21“                   | RheinCargo „21“                            |                    |
| 220106                        | 1982        | Häfen der Stadt Köln „22“                   | RheinCargo „V 22“                          |                    |
| 220107                        | 1982        | Unie van Kunstmestfabrieken                 | Shell                                      | Holléte ismeretlen |
| 220108                        | 1982        | Hamburg Port Authority „226“                | Hamburg Port Authority „226“               |                    |
| 220109                        | 1983        | AKZO Zoutchemie Nederland „Marty“           | Evonik Degussa                             |                    |
| 220110                        | 1983        | Hafenbetriebsgesellschaft Braunschweig „6“  | Hafenbetriebsgesellschaft Braunschweig „6“ |                    |
| 220111                        | 1984        | Adam Opel AG, Werk Rüsselsheim „5“          | Adam Opel AG, Werk Rüsselsheim „V 08-373“  |                    |
| 220112                        | 1984        | Adam Opel AG, Werk Rüsselsheim „6“          | Adam Opel AG, Werk Rüsselsheim „V 08-374“  |                    |
| 220113                        | 1986        | Societa Italiana Vetro                      | Ferrovia Adriatico Sangritana              |                    |
| 220114                        | 1987        | Industrieterrains Düsseldorf-Reisholz „1/F“ | IDR Bahn „1/F“                             |                    |
| 220115                        | 1987        | Industrieterrains Düsseldorf-Reisholz „2/F“ | IDR Bahn „2/F“                             |                    |
| 220116                        | 1988        | Dow Chemical Benelux „6“                    | Dow Chemical Benelux „6“                   |                    |
| 220117                        | 1991        | Neukölln-Mittenwalder Eisenbahn „ML 00608“  | VAE AG                                     |                    |
| 220118                        | 1992        | Neukölln-Mittenwalder Eisenbahn „ML 00609“  | Saint-Gobain Rigips Austria „Samson“       |                    |
| 220119                        | 1993        | Dow Chemical Benelux „t geMaKje“            | lbc Rotterdam „Big MAK“                    |                    |

## Fordítás
- Ez a szócikk részben vagy egészben  a   MaK G 321 B című német Wikipédia-szócikk ezen változatának fordításán alapul.  Az eredeti cikk szerkesztőit annak laptörténete sorolja fel. Ez a jelzés csupán a megfogalmazás eredetét és a szerzői jogokat jelzi, nem szolgál a cikkben szereplő információk forrásmegjelöléseként.